# Guerinia vivax
Guerinia vivax là một loài ruồi trong họ Tachinidae.